# آلنا چادیمووا
آلنا چادیمووا (چکی: Alena Chadimová؛ زادهٔ ۲۲ نوامبر ۱۹۳۱) ژیمناست هنری زن اهل جمهوری چک بود.
وی در مسابقات کشوری و بین‌المللی در مجموع برندهٔ ۱ مدال برنز شده‌است.